# Atarba aprica
Atarba aprica är en tvåvingeart som beskrevs av Alexander 1962. Atarba aprica ingår i släktet Atarba och familjen småharkrankar.
Artens utbredningsområde är Bolivia. Inga underarter finns listade i Catalogue of Life.